# 4 World Trade Center
4 World Trade Center er en skyskraber der indgår i det genopbyggede World Trade Center i New York.. Bygningen ligger på den østlige side af Greenwich Street, på tværs af gaden fra den oprindelige placering af tvillingetårnene, som blev ødelagt under terrorangrebet den 11. september 2001. Arkitekten Fumihiko Maki fik til opgave at designe den 298 m høje bygning, og dermed den fjerde højeste skyskraber blandt de nye bygninger.. Det samlede etageareal af bygningen er cirka 1,8 millioner kvadratfod (167.000 kvadratmeter). Bygningen har været under opbygning siden januar 2008, og den åbnede for offentligheden i 2013. 

## Eksterne links
- 150 Greenwich Street Arkiveret 1. marts 2011 hos  Wayback Machine – Hjemmeside
- Tower 4 Design Update Arkiveret 1. marts 2011 hos  Wayback Machine (video)
- Images of 150 Greenwich Street Arkiveret 13. november 2007 hos  Wayback Machine (billeder)
- Skyscraperpage.com Arkiveret 13. november 2007 hos  Wayback Machine – Diagram over bygningen

40°42′37.47″N 74°0′42.96″V / 40.7104083°N 74.0119333°V